# Phanerophlebia pumila
Phanerophlebia pumila là một loài thực vật có mạch trong họ Dryopteridaceae. Loài này được (M. Martens & Galeotti) Fée miêu tả khoa học đầu tiên năm 1852.